# Lepocreadium setiferoides
Lepocreadium setiferoides är en plattmaskart. Lepocreadium setiferoides ingår i släktet Lepocreadium och familjen Lepocreadiidae. Inga underarter finns listade i Catalogue of Life.